# Serranópolis
Serranópolis is een gemeente in de Braziliaanse deelstaat Goiás. De gemeente telt 7.813 inwoners (schatting 2009).

## Aangrenzende gemeenten
De gemeente grenst aan Aporé, Caçu, Chapadão do Céu, Itarumã, Jataí en Mineiros.

## Verkeer en vervoer
De plaats ligt aan de radiale snelweg BR-060 tussen Brasilia en Bela Vista. Daarnaast ligt ze aan de wegen GO-184 en GO-306.